# Bob Gruen
Pour les articles homonymes, voir Gruen.
Bob Gruen (né en 1945) est un photographe américain spécialisé dans le rock'n roll.

## Biographie
Né à New York. Il photographie Bob Dylan, John Lennon, Eric Clapton, Jerry Garcia, Led Zeppelin, Sean Lennon, Yoko Ono, Joe Strummer, The Who et Green Day.
« Les photos magiques de Bob et les commentaires brillants forment un kaléidoscope de la période new-yorkaise de John Lennon. C'est beau, clair et authentique. Je le sais j'y étais. » - Yoko Ono (John Lennon: The New York Years - Bob Gruen).

## Livres
- John Lennon - The New York Years (2005),  (ISBN 978-1-58479-432-5)
- The Clash (2004),  (ISBN 978-1-903399-34-7)
- The Rolling Stones - Crossfire Hurricane  (1997), Genesis Publications
- The Sex Pistols: Chaos (1990),  (ISBN 978-0-7119-2121-4)
- "Rockers: The Exhibit" (2008)

## Expositions
- Exposition "Bob Gruen Rockers", Galerie Basia-Empiricos, Paris, 2010

## Liens
- Site officiel
- « Bob Gruen » (présentation), sur l'Internet Movie Database
- Punk Cast
- Rockstore selection
- Diffusion Française :  DALLE APRF